# كيت لامونت
كيت لامونت (بالإنجليزية: Kate Lamont)‏ هي طباخة أسترالية، ولدت في 1962 في برث في أستراليا.